# Större trastsydhake
Större trastsydhake (Amalocichla sclateriana) är en fågel i familjen sydhakar inom ordningen tättingar.

## Utbredning och systematik
Större trastsydhake delas in i två underarter:
- A. s. occidentalis – förekommer i Sudirmanbergen (västra Nya Guinea)
- A. s. sclateriana – förekommer i Owen Stanley-bergen (sydöstra Nya Guinea)

## Status
IUCN kategoriserar arten som livskraftig.

## Namn
Fågelns vetenskapliga artnamn hedrar Philip Lutley Sclater (1829–1913), engelsk ornitolog och samlare av specimen.